# Товарне
Товарне (словац. Tovarné) — село в Словаччині, Врановському окрузі Пряшівського краю. Розташоване в східній частині Словаччини в південній частині Низьких Бескидів в долині Ондавки.
Уперше згадується у 1479 році.
У селі є римо-католицький костел (1794) в стилі класицизму та залишки садиби (1832) року в стилі класицизму, яку зищено під час 2 світової війни.

## Населення
| Рік:            | 1993 | 2003    | 2013    | 2023    |
| --------------- | ---- | ------- | ------- | ------- |
| Кількість осіб: | 1062 | 1083    | 1007    | 977     |
| Різниця:        |      | +1,97 % | -7,01 % | -2,97 % |

| Рік:            | 2022 | 2023    |
| --------------- | ---- | ------- |
| Кількість осіб: | 996  | 977     |
| Різниця:        |      | -1,90 % |

У селі проживає 1036 осіб.
Національний склад населення (за даними перепису 2001 року):
- словаки — 97,03 %,
- українці — 0,93 %,
- цигани — 0,65 %,
- русини — 0,46 %,
- чехи — 0,19 %,
- угорці — 0,19 %.

Склад населення за приналежністю до релігії станом на 2001 рік:
- римо-католики — 74,72 %,
- греко-католики — 16,54 %,
- протестанти — 2,32 %,
- православні — 1,39 %,
- не вважають себе вірянами або не належать до жодної конфесії — 4,74 %.